# Communauté rurale de Ndande
La communauté rurale de Ndande est une communauté rurale du Sénégal située au nord-ouest du pays. 
Elle fait partie de l'arrondissement de Ndande, du département de Kébémer et de la région de Louga.